# Vardino
Vardino (macedónul: Вардино) település Észak-Macedóniában, a Pelagonijai körzet Demir Hiszar-i járásában.

## Népesség
| Lakosok száma | 802  | 692  | 543  | 492  | 419  | 333  | 327  | 266  | 198  |
|               | 1948 | 1953 | 1961 | 1971 | 1981 | 1991 | 1994 | 2002 | 2021 |

2002-ben 266 lakosa volt, akik mindannyian macedónok.